# Boyfriend
Boyfriend (кор. 보이 프렌드, укр. Бойфренд, стилізовані під BOYFRIEND) — південнокорейський бой-бенд, створений Starship Entertainment у 2011 році. До складу гурту входять шість учасників: Донхьон, Хьонсон, Чонмін, Йонмін, Кванмін та Міну. Гурт дебютував 26 травня 2011 року на музичному шоу M Countdown з синглом «Boyfriend». 17 травня 2019 року Starship Entertainment повідомили про розформування гурту. 26 травня 2021 Boyfriend випустили цифровий сингл «Ending Credit», щоб відсвяткувати 10 річницю створення гурту. 21 грудня 2021 року Boyfriend возз'єдналися та повернулися на сцену під новою назвою BF та з новим мініальбомом Adonis. 26 травня 2022 року гурт відсвяткував свою 11 річницю піснею «Canvas».

## Історія
Starship Entertainment, під чиїм керівництвом знаходиться гурт Sistar і відомий соло-виконавець K.Will, в березні 2011 року оголосила про дебют бой-бенду Boyfriend. Перед офіційним дебютом, молоді люди встигли з'явитися на різних виступах K.Will в січні 2011 року. Лейблу вдалося серйозно зацікавити глядачів, коли вони оголосили, що у складі нової групи будуть брати-близнюки як дві краплі води схожі один на одного.
Критики були незадоволені дебютним виступом групи, тому хлопцям довелося переробити хореографію і тільки потім продовжити промоушен. Слідом, Boyfriend виступили з другим треком «You & I», який отримав більше підтримки ніж попередній.
28 вересня Boyfriend повертаються на музичну сцену синглом «Don't Touch My Girl». Цей сингл відрізнявся за візуальної концепції молодих людей. Якщо в «Boyfriend» вони були милі, то в «Don't Touch My Girl» образ був серйозніше. 8 грудня Boyfriend випускають третій сингл «I'll Be There». Але на цьому діяльність не закінчилася. Starship Entertainment вирішили випустити різдвяний сингл і кліп за участю своїх артистів (SISTAR, K.Will і Boyfriend). Сингл назвали «Pink Romance».

## Учасники
| Сценічний псевдонім | Сценічний псевдонім | Сценічний псевдонім | Справжнє ім'я | Справжнє ім'я   | Справжнє ім'я | Дата народження           | Позиція у гурті                                           |
| Українською         | Латиницею           | Хангилем            | Українською   | Латиницею       | Хангилем      | Дата народження           | Позиція у гурті                                           |
| ------------------- | ------------------- | ------------------- | ------------- | --------------- | ------------- | ------------------------- | --------------------------------------------------------- |
| Донхьон             | Donghyun            | 동휸                | Кім Донхьон   | Kim Dong Hyun   | 김동현        | 12 лютого 1989 (36 років) | Лідер, провідний вокаліст                                 |
| Хьонсон             | Hyunseong           | 현성                | Сім Хьонсон   | Shim Hyun Seong | 심현성        | 9 червня 1993 (31 рік)    | Головний вокаліст                                         |
| Чонмін              | Jeongmin            | 정민                | Лі Чонмін     | Lee Jeong Min   | 이정민        | 2 січня 1994 (31 рік)     | Провідний вокаліст                                        |
| Йонмін              | Youngmin            | 영민                | Чо Йонмін     | Jo Young Min    | 조영민        | 24 квітня 1995 (29 років) | Провідний танцюрист, вокаліст, віжуал                     |
| Кванмін             | Kwangmin            | 광민                | Чо Кванмін    | Jo Kwang Min    | 조광민        | 24 квітня 1995 (29 років) | Головний репер, провідний танцюрист, віжуал               |
| Міну                | Minwoo              | 민우                | Но Міну       | No Min Woo      | 노민우        | 31 липня 1995 (29 років)  | Головний танцюрист, провідний репер, обличчя гурту, макне |

## Нагороди та номінації
| Рік  | Нагорода                                             | Категорія                             | Номінант  | Результат | Прим.  |
| ---- | ---------------------------------------------------- | ------------------------------------- | --------- | --------- | ------ |
| 2011 | 13th Mnet Asian Music Awards                         | Best New Male Artist                  | Boyfriend | Номінація | [ 5 ]  |
| 2011 | SBS MTV Best of the Best                             | Hot Debut Star                        | Boyfriend | Номінація | [ 6 ]  |
| 2011 | SBS MTV Best of the Best                             | Best New Artist                       | Boyfriend | Перемога  | [ 6 ]  |
| 2011 | 26th Golden Disc Awards                              | Best New Artist                       | Boyfriend | Перемога  | [ 7 ]  |
| 2011 | 21st Seoul Music Awards                              | Best Newcomer Award                   | Boyfriend | Перемога  | [ 8 ]  |
| 2013 | 27th Japan Gold Disc Awards                          | Best 3 New Artists (Asia)             | Boyfriend | Перемога  | [ 9 ]  |
| 2013 | Korean Entertainment 10th Anniversary Award in Japan | Special Jury Prize                    | Boyfriend | Перемога  | [ 10 ] |
| 2013 | 2013 MTV EMA                                         | Best Korea Act                        | Boyfriend | Номінація | [ 11 ] |
| 2013 | Billboard Japan Music 2013 Awards                    | Animation Artist of the Year          | Boyfriend | Номінація | [ 12 ] |
| 2015 | 2015 Asia Model Festival Awards                      | Popularity Singer                     | Boyfriend | Перемога  | [ 13 ] |
| 2015 | 2015 3rd YinYueTai V-Chart Awards                    | Korean Artist with the Most Potential | Boyfriend | Перемога  | [ 14 ] |
| 2016 | 2016 MTV Asia Music Stage                            | Trending Male Group                   | Boyfriend | Перемога  | [ 15 ] |